# Passiena
Genre
Passiena est un genre d'araignées aranéomorphes de la famille des Lycosidae.

## Distribution
Les espèces de ce genre se rencontrent en Asie du Sud-Est, en Chine et en Afrique subsaharienne.

## Liste des espèces
Selon World Spider Catalog (version 24.5, 02/11/2023) :
- Passiena albipalpis Roewer, 1959
- Passiena auberti (Simon, 1898)
- Passiena bayi Omelko & Marusik, 2020
- Passiena duani Tan, Irfan, Zhang & Wang, 2023
- Passiena spinicrus Thorell, 1890
- Passiena torbjoerni Lehtinen, 2005

## Systématique et taxinomie
Ce genre a été décrit par Thorell en 1890 dans les Lycosidae.

## Publication originale
- Thorell, 1890 : « Diagnoses aranearum aliquot novarum in Indo-Malesia inventarum. » Annali del Museo Civico di Storia Naturale di Genova, vol. 30, p. 132-172 (texte intégral).